# Golišče
Golišče – wieś w Słowenii, w gminie Litija. W 2018 roku liczyła 270 mieszkańców.